# Trebitz (Könnern)

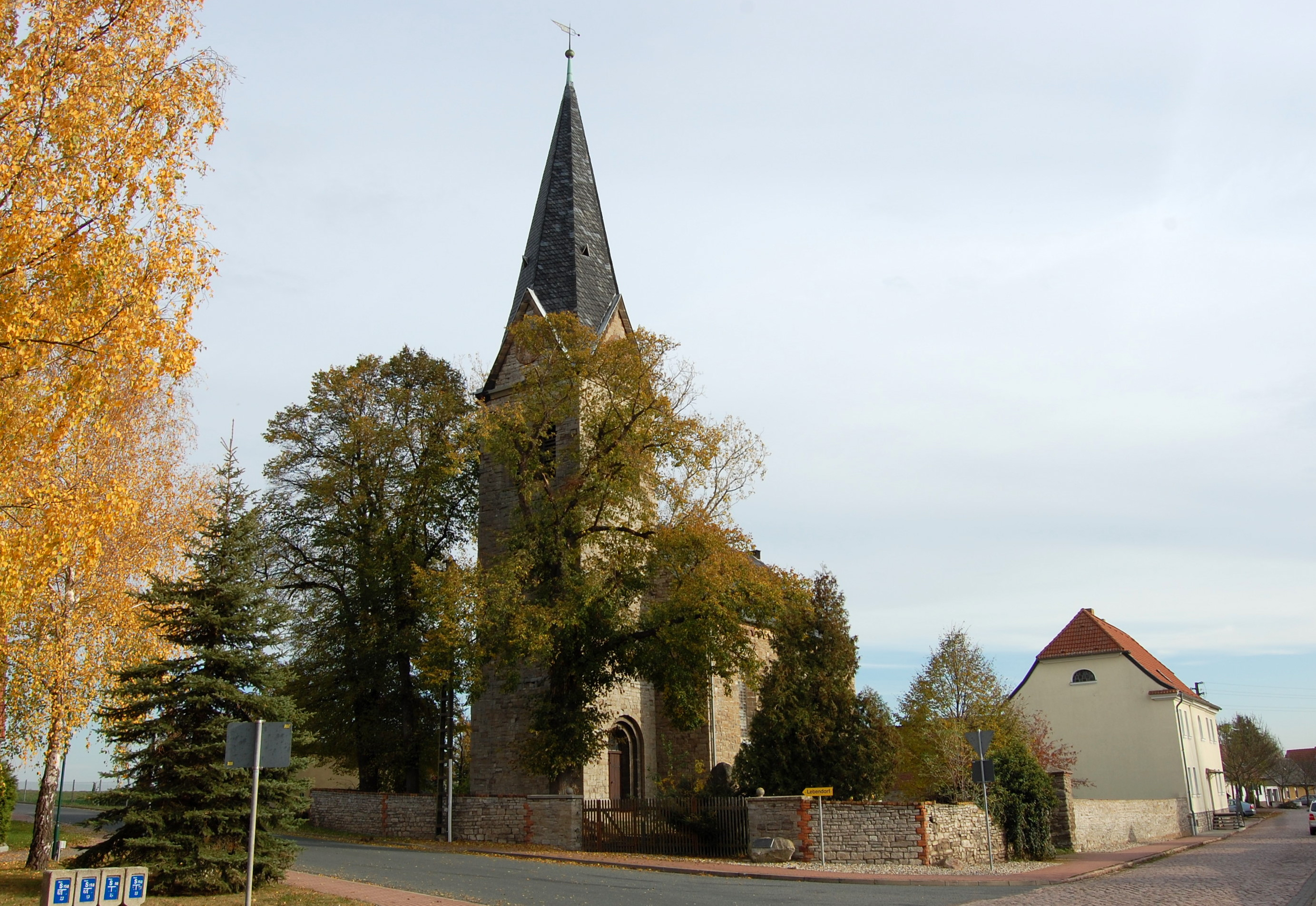
Dorfkern von Trebitz mit Kirche

Trebitz ist ein zum Ortsteil Lebendorf der Stadt Könnern in Sachsen-Anhalt gehörendes Dorf.

## Lage
Westlich von Trebitz verläuft die Bundesautobahn 14, nördlich liegt Bebitz, südlich die Ortslage von Könnern. Der ehemalige Haltepunkt Trebitz (b Könnern) liegt an der Bahnstrecke Könnern–Baalberge.

## Geschichte
Trebitz entstand vermutlich im 9. Jahrhundert als sorbische Siedlung im damals durch Sümpfe und Wälder geprägten Gebiet der Fuhneniederung. Der Name bedeutet in etwa Rodewald. Eine erste urkundliche Erwähnung des Dorfes stammt aus dem Jahr 1370. 1501 wird es als Treibnitz bezeichnet. Im Jahr 1522 erwarb Lorenz von Krosigk, Herr der Grafschaft Alsleben, den Ort Trebitz und vereinigte ihn mit seinem Besitz zu Beesen. Im Dreißigjährigen Krieg wurde der Ort zerstört. Trebitz blieb bis zur Erbteilung im Jahr 1671 beim Rittergut Beesen derer von Krosigk, danach gehörte es zu Neu-Beesen. Die Landeshoheit über Trebitz hatte das Erzstift Magdeburg inne, zu dessen Saalkreis der Ort gehörte. Mit dem Anfall des Erzstifts Magdeburg an Brandenburg-Preußen wurden 1680 die Kurfürsten von Brandenburg (ab 1701 Könige in/von Preußen) neue Landesherren des nun Herzogtum Magdeburg genannten Gebiets. Die Beesener Linie der Herren von Krosigk musste 1720 Neu-Beesen und 1737 Alt-Beesen mit allem Besitz an den König von Preußen verkaufen. Aus dem Krosigkschen Besitz zu Beesen entstand das königlich-preußische Amt Beesen, zu dem Trebitz seitdem gehörte.
Mit dem Frieden von Tilsit wurde Trebitz im Jahr 1807 dem Königreich Westphalen angegliedert und dem Distrikt Halle im Departement der Saale zugeordnet. Der Ort gehörte zum Kanton Cönnern. Nach der Niederlage der Truppen Napoleons in der Schlacht bei Wartenburg und dem Ende des Königreichs Westphalen befreiten die verbündeten Gegner Napoleons Anfang Oktober 1813 den Saalkreis. Bei der politischen Neuordnung nach dem Wiener Kongress 1815 wurde Trebitz im Jahr 1816 dem Regierungsbezirk Merseburg der preußischen Provinz Sachsen angeschlossen und dem Saalkreis zugeordnet.
Im 19. Jahrhundert setzte im Umfeld von Trebitz Braunkohlebergbau ein. Im Zuge der Wasserbewirtschaftung des Bergbaus verschwand etwa um 1840 ein bis dahin südlich des Orts gelegener großer Teich. Der Braunkohleabbau in der Umgebung endete Anfang des 20. Jahrhunderts. Die noch heute bestehende Dorfkirche Trebitz wurde in den Jahren 1883/1884 gebaut. Um 1900 entstand eine Zuckerfabrik, aus der nach einigen Jahren eine Malzfabrik wurde. Die Produktion wurde in den 1940er Jahren eingestellt, die Fabrik später abgerissen. 1933 hatte Trebitz 446 und 1939 dann 457 Einwohner.
Die bis dahin selbständige Gemeinde Trebitz wechselte zum 15. Juni 1950 in den Landkreis Bernburg. Kurz darauf erfolgte am 20. Juli 1950 die Eingemeindung in das benachbarte Lebendorf. Gemeinsam mit Lebendorf gelangte der Ort am 1. Januar 2003 zur Stadt Könnern. Im Jahr 2010 eröffnete im Ort eine Grundschule in freier Trägerschaft.

## Bauwerke und Einrichtungen
Trebitz ist Standort einer Grundschule. Darüber hinaus besteht die denkmalgeschützte Dorfkirche Trebitz. An der Kirche befindet sich ein Kriegerdenkmal. Darüber hinaus wurde dort ein Gedenkstein für aus Trebitz verzogene Einwohner aufgestellt. Im Ortskern befindet sich auch ein kleiner baumumstandener Dorfteich. Außerdem gibt es in Trebitz zwei Bushaltestellen, die regelmäßig frequentiert werden.

## Persönlichkeiten
In Trebitz geboren sind:
- Martin Schirmer (1887–1963), Kulturtechniker und Hochschullehrer
- Friedrich-Wilhelm Henning (1931–2008), Wirtschafts- und Sozialhistoriker
- Georg Sorge (1936–2024), deutscher Physiker und Hochschullehrer